# 앨릭스 라이스
앨릭스 라이스(Alex Rice, 1985년 3월 15일 ~ )는 캐나다의 배우이다.